# John C. Maxwell
John Calvin Maxwell (sinh ngày 20 tháng 2 năm 1947) là một diễn giả và mục sư người Mỹ, tác giả của nhiều đầu sách về chủ đề lãnh đạo - bao gồm 21 Quy luật bất biến của lãnh đạo (The 21 Irrefutable Laws of Leadership) và 21 phẩm chất không thể thiếu của nhà lãnh đạo (The 21 Indispensable Qualities of a Leader). Các tác phẩm của ông đã bán được hàng triệu bản, một số trong đó được liệt kê trong Danh sách Sách Bán chạy nhất của New York Times.

## Cuộc sống cá nhân
Maxwell sinh ra ở Garden City, Michigan năm 1947 trong một gia đình Cơ đốc theo đạo Tin lành. Ông lấy bằng cử nhân tại Trường Cao đẳng Kinh thánh Circleville vào năm 1969, bằng Thạc sĩ Thần học tại Đại học Azusa Pacific, và bằng Tiến sĩ Bộ tại Chủng viện Thần học Fuller.
Ông hiện sinh sống tại Nam Florida cùng với vợ của mình, Margaret.

## Sự nghiệp

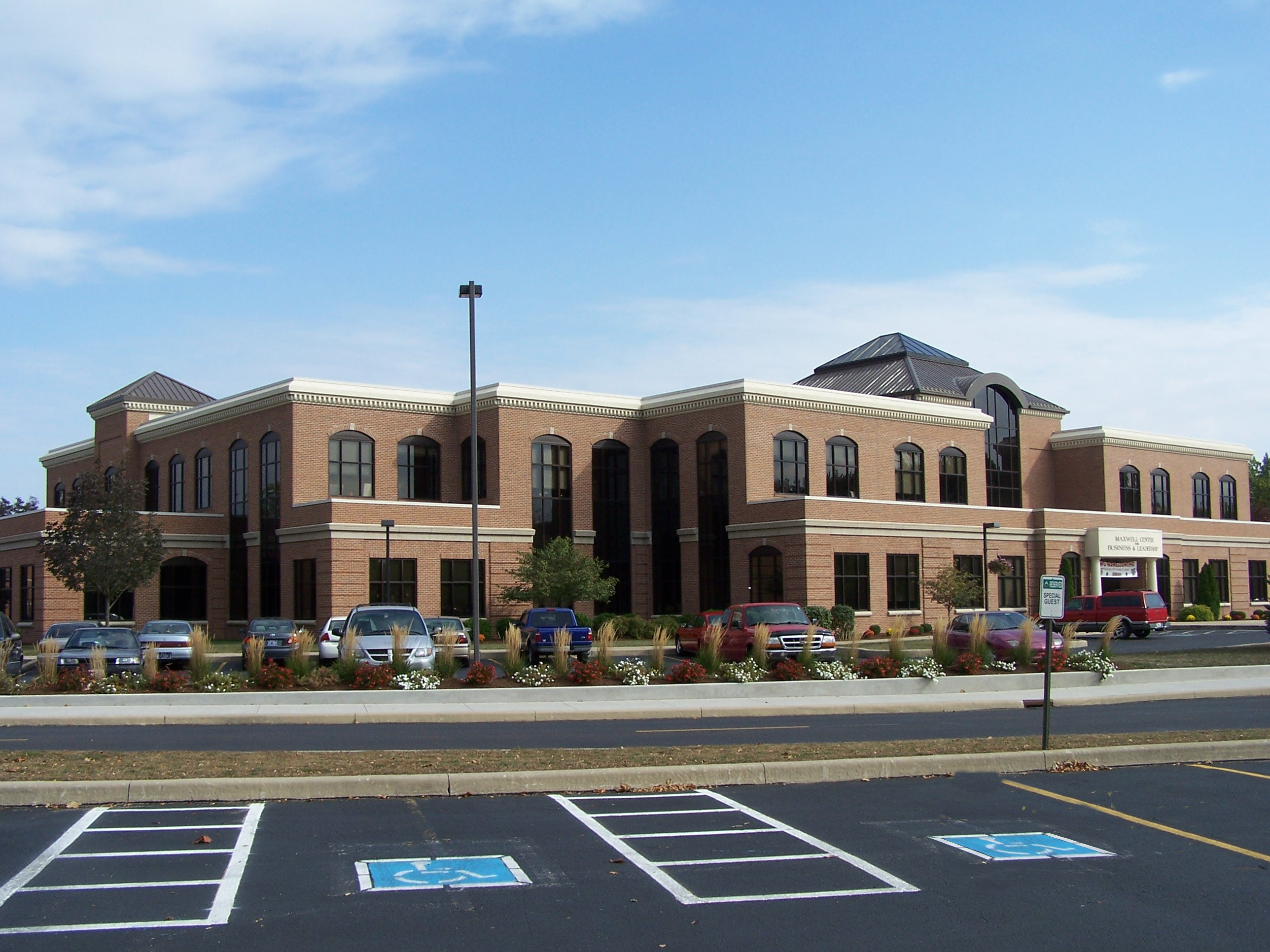
Trung tâm Maxwell tại Đại học Indiana Wesleyan

Maxwell tham gia điều hành các nhà thờ ở Indiana, Ohio, California và Florida từ những năm 1970. Sau 14 năm làm mục sư, ông rời Nhà thờ Skyline vào năm 1995. Năm 2004, ông trở lại mục vụ giáo đoàn tại Hội đồng hương ở Palm Beach Gardens, Florida - nơi ông hiện giữ vai trò giảng dạy.
Maxwell là tác giả và chuyên gia diễn thuyết về chủ đề lãnh đạo. Ông là người sáng lập INJOY, Maximum Impact, Nhóm John Maxwell, ISS và EQUIP. EQUIP là tổ chức phát triển lãnh đạo quốc tế trợ, với sự tham gia của cấp lãnh đạo từ hơn 80 quốc gia.
Maxwell là đối tác hàng năm của Fortune 500, các nhà lãnh đạo chính phủ quốc tế và các tổ chức như: Học viện Quân sự Hoa Kỳ tại West Point, Liên đoàn Bóng đá Quốc gia Hoa Kỳ. Ông là tác giả của nhiều đầu sách bán chạy nhất trên New York Times, Wall Street Journal và Business Week - đồng thời một trong 25 tác giả có tên trong Đại sảnh Danh vọng 10 năm của Amazon.com. 3 tác phẩm của ông - 21 Quy luật bất biến của lãnh đạo (The 21 Irrefutable Laws of Leadership), Phát triển Nhà lãnh đạo bên trong bạn (Developing the Leader Within You) và 21 phẩm chất không thể thiếu của nhà lãnh đạo (The 21 Indispensable Qualities of a Leader) - đã bán được hơn một triệu bản.
Maxwell có một tòa nhà mang tên ông và gia đình tại Đại học Indiana Wesleyan, Trung tâm Kinh doanh và Lãnh đạo Maxwell - do ảnh hưởng của ông đối với Nhà thờ Wesleyan, chủ sở hữu trường đại học. Năm 2015, ông được giới thiệu vào Hiệp hội những người thay đổi thế giới của IWU (IWU Society of World Changers) và được vinh dự nhận bằng tiến sĩ danh dự.
Maxwell là diễn giả chính tại Hội nghị Lãnh đạo Liên minh Đại lý Quốc gia NAA - lần gần đây nhất là vào năm 2010. Ông đóng vai trò diễn giả chính cho Hội nghị Quốc gia của Symmetry Financial Group vào tháng 2 năm 2018. Năm 2012, ông được Toastmasters International trao giải Golden Gavel.
Tháng 5 năm 2014, Maxwell được Tạp chí Inc. vinh danh là chuyên gia lãnh đạo và quản lý hàng đầu thế giới.

## Tác phẩm
- There's No Such Thing as Business Ethics (There's Only ONE RULE for Making Decisions), Warner Business Books 2003
- The 15 Invaluable Laws of Growth, Center Street – 2012
- The 5 Levels of Leadership, Center Street – 2011
- Everyone Communicates, Few Connect: What the Most Effective People Do Differently, Thomas Nelson –2010
- Put Your Dream to the Test, Thomas Nelson – March, 2009
- Leadership Gold: Lessons I've Learned from a Lifetime of Leading, Thomas Nelson – March 2008
- The 360° Leader, Thomas Nelson, January 2006 – One of Executive Book Summaries 30 Best Business Books in 2003
- Winning With People, Thomas Nelson, December 2004 – One of Executive Book Summaries 30 Best Business Books in 2005
- 25 Ways to win with People companion to Winning With People
- Today Matters, Warner Books, April 2004
- Thinking For a Change, Warner Business Books, March 2003
- Your Road Map for Success, Thomas Nelson, March 2002 (Orig.titled: The Success Journey, Thomas Nelson, 1997)
- The 17 Indisputable Laws of Teamwork, Thomas Nelson, August 2001
- Failing Forward–Turning Your Mistakes into Stepping Stones for Success, Thomas Nelson, 2000
- The 21 Irrefutable Laws of Leadership, Thomas Nelson, 1998
- Developing the Leaders Around You, Thomas Nelson, 1995 (Repackaged 2003)
- Developing the Leader Within You, Thomas Nelson, 1993 (Repackaged 2001)
- Be a People Person, Cook Communications (Originally Chariot-Victor Books, 1989)
- Be All You Can Be, Cook Communications (Originally Chariot-Victor Books, 1987)
- Make Today Count, Center Street, First Center Street Edition: June 2008
- How Successful People Think (originally published as Thinking for a Change), Center Street, First Center Street Edition: June 2009
- Intentional Living: Choosing a Life That Matters, Center Street, 2015
- Developing the Leader Within You 2.0, HarperCollins, 2018